# Cięgno sprężające
Cięgno sprężające – element konstrukcji sprężonej służący do realizacji siły sprężającej, pracujący tylko na rozciąganie. Cięgno sprężające wykonane jest ze stali o wytrzymałości na rozciąganie rzędu 1800 MPa, włókien szklanych lub włókien aramidowych o wytrzymałości na rozciąganie powyżej 3000 MPa.
W zależności od przyjętej technologii jako cięgien używa się: 
Cięgien jednożyłowych - prętów lub pojedynczych splotów
Cięgien wielożyłowych -kabli sprężających wielodrutowych, wielosplotowych oraz lin. 
W zależności od sposobu przekazywania sił na sprężany element rozróżniamy:
Cięgna przyczepnościowe - cięgno przekazuje siłę sprężającą (ale niekoniecznie w całości) przez siły przyczepności betonu lub materiału iniekcyjnego
Cięgna bezprzyczepnościowe - cięgno przekazuje siłę sprężającą wyłącznie przez docisk elementów kotwiących, poprowadzone jest w kanale wypełnionym materiałem redukującym straty siły sprężającej od tarcie.
Cięgno z opóźnioną przyczepnością - cięgno poprowadzone jest w kanale wypełnionym materiałem żywicznym działającym jak smar w momencie sprężania, natomiast po stwardnieniu biorącym udział w przekazywaniu siły sprężającej na element.